# Украина на зимних Олимпийских играх 2010
Украина на зимних Олимпийских играх 2010 года была представлена 45 спортсменами (24 мужчины и 21 женщина) в 4 видах спорта. Знаменосцем сборной Украины на церемонии открытия была опытная саночница Лилия Лудан.
Украинские спортсмены не сумели выиграть ни одной награды. Лучшим результатом из всех выступлений стало пятое место в спринте биатлониста Андрея Дериземли. Украинцы не первый раз остались без наград на зимних Олимпиадах — в 2002 году в Солт-Лейк-Сити они также ни разу не поднимались на пьедестал почёта. Всего же за 5 зимних Олимпиад, в которых приняла участие независимая Украина, на счету её спортсменов числилось 5 наград.

## Результаты соревнований

### Биатлон
Мужчины
| Соревнование         | Спортсмены                                                            | Стрельба    | Результат | Место |
| -------------------- | --------------------------------------------------------------------- | ----------- | --------- | ----- |
| Спринт               | Андрей Дериземля                                                      | 2+0         | 24:48,5   | 5     |
| Спринт               | Сергей Седнев                                                         | 0+0         | 25:57,2   | 22    |
| Спринт               | Сергей Семёнов                                                        | 0+1         | 26:20,5   | 33    |
| Спринт               | Вячеслав Деркач                                                       | 0+3         | 28:22,9   | 77    |
| Гонка преследования  | Сергей Седнев                                                         | 0+0+0+0     | 34:50,0   | 10    |
| Гонка преследования  | Андрей Дериземля                                                      | 1+0+3+2     | 35:48,7   | 26    |
| Гонка преследования  | Сергей Семёнов                                                        | 3+1+0+0     | 36:55,7   | 39    |
| Индивидуальная гонка | Александр Биланенко                                                   | 0+1+0+0     | 52:00,3   | 22    |
| Индивидуальная гонка | Андрей Дериземля                                                      | 0+2+0+1     | 52:19,1   | 27    |
| Индивидуальная гонка | Сергей Семёнов                                                        | 1+0+1+1     | 53:57,5   | 52    |
| Индивидуальная гонка | Сергей Седнев                                                         | 0+3+1+1     | 55:47,1   | 68    |
| Масс-старт           | Сергей Седнев                                                         | 0+0+2+0     | 37:02,8   | 21    |
| Масс-старт           | Андрей Дериземля                                                      | 0+2+3+0     | 37:43,9   | 26    |
| Эстафета             | Александр Биланенко, Андрей Дериземля, Вячеслав Деркач, Сергей Седнев | 01+02+00+01 | 1:24:25,1 | 8     |

Женщины
| Соревнование         | Спортсмены                                                         | Стрельба    | Результат | Место |
| -------------------- | ------------------------------------------------------------------ | ----------- | --------- | ----- |
| Спринт               | Оксана Хвостенко                                                   | 0+0         | 20:38,9   | 11    |
| Спринт               | Елена Пидгрушная                                                   | 0+1         | 20:47,3   | 18    |
| Спринт               | Валя Семеренко                                                     | 0+2         | 21:08,3   | 23    |
| Спринт               | Вита Семеренко                                                     | 0+3         | 21:42,3   | 34    |
| Гонка преследования  | Елена Пидгрушная                                                   | 1+0+0+1     | 32:34,0   | 21    |
| Гонка преследования  | Оксана Хвостенко                                                   | 0+0+1+0     | 32:54,3   | 22    |
| Гонка преследования  | Валя Семеренко                                                     | 0+1+2+0     | 32:57,6   | 23    |
| Гонка преследования  | Вита Семеренко                                                     | 2+0+1+2     | 34:26,4   | 42    |
| Индивидуальная гонка | Оксана Хвостенко                                                   | 0+0+0+0     | 42:38,6   | 8     |
| Индивидуальная гонка | Валя Семеренко                                                     | 0+0+0+1     | 42:44,5   | 13    |
| Индивидуальная гонка | Вита Семеренко                                                     | 1+0+0+1     | 43:30,8   | 22    |
| Индивидуальная гонка | Елена Пидгрушная                                                   | 0+2+0+0     | 44:15,9   | 32    |
| Масс-старт           | Елена Пидгрушная                                                   | 1+0+0+1     | 36:22,8   | 12    |
| Масс-старт           | Валя Семеренко                                                     | 0+2+1+0     | 37:12,5   | 19    |
| Масс-старт           | Оксана Хвостенко                                                   | 0+2+1+0     | 39:11,0   | 29    |
| Эстафета             | Елена Пидгрушная, Валя Семеренко, Оксана Хвостенко, Вита Семеренко | 01+04+01+02 | 1:11:08,2 | 6     |

### Лыжные виды спорта

#### Горнолыжный спорт
Мужчины
| Соревнование      | Спортсмены      | 1 спуск | 2 спуск | Всего   | Место |
| ----------------- | --------------- | ------- | ------- | ------- | ----- |
| Гигантский слалом | Ростислав Фещук | 1:29,79 | 1:32,74 | 3:02,53 | 68    |
| Слалом            | Ростислав Фещук | 55,35   | 58,44   | 1:53,79 | 39    |

Женщины
| Соревнование      | Спортсмены         | 1 спуск | 2 спуск | Всего   | Место |
| ----------------- | ------------------ | ------- | ------- | ------- | ----- |
| Супергигант       | Анастасия Скрябина |         |         | 1:28,60 | 34    |
| Гигантский слалом | Богдана Мацоцкая   | 1:23,04 | 1:18,94 | 2:41,98 | 44    |
| Гигантский слалом | Анастасия Скрябина | DSQ     | —       | —       | —     |
| Слалом            | Богдана Мацоцкая   | 56,46   | 56,54   | 1:53,00 | 37    |
| Слалом            | Анастасия Скрябина | 57,53   | DNF     | —       | —     |

#### Лыжные гонки
Мужчины
Дистанция
| Соревнование           | Спортсмен       | Результат | Место |
| ---------------------- | --------------- | --------- | ----- |
| 15 км свободным стилем | Роман Лейбюк    | 36:49,7   | 61    |
| 15 км свободным стилем | Александр Пуцко | 37:09,8   | 62    |
| Гонка преследования    | Роман Лейбюк    | 1:22:32,0 | 41    |
| Гонка преследования    | Александр Пуцко | 1:24:47,1 | 52    |
| Масс-старт             | Роман Лейбюк    | 2:15:19,9 | 42    |

Женщины
Дистанция
| Соревнование           | Спортсмены                                                                | Результат | Место |
| ---------------------- | ------------------------------------------------------------------------- | --------- | ----- |
| 10 км свободным стилем | Валентина Шевченко                                                        | 25:51,1   | 9     |
| 10 км свободным стилем | Марина Анцибор                                                            | 27:07,4   | 37    |
| 10 км свободным стилем | Екатерина Григоренко                                                      | 27:29,7   | 45    |
| 10 км свободным стилем | Лада Нестеренко                                                           | 28:06,4   | 56    |
| Гонка преследования    | Валентина Шевченко                                                        | 41:58,7   | 14    |
| Гонка преследования    | Татьяна Завалий                                                           | 42:50,7   | 31    |
| Гонка преследования    | Вита Якимчук                                                              | 44:24,8   | 45    |
| Гонка преследования    | Марина Анцибор                                                            | DNF       | —     |
| Масс-старт             | Татьяна Завалий                                                           | 1:34:32,3 | 21    |
| Масс-старт             | Екатерина Григоренко                                                      | 1:35:11,4 | 26    |
| Масс-старт             | Лада Нестеренко                                                           | 1:41:40,1 | 43    |
| Масс-старт             | Валентина Шевченко                                                        | DNF       | —     |
| Эстафета               | Татьяна Завалий, Екатерина Григоренко, Марина Анцибор, Валентина Шевченко | 59:25,7   | 13    |

Спринт
| Соревнование     | Спортсмены                          | Полуфинал | Полуфинал | Финал     | Финал     |
| Соревнование     | Спортсмены                          | Результат | Место     | Результат | Место     |
| ---------------- | ----------------------------------- | --------- | --------- | --------- | --------- |
| Командный спринт | Екатерина Григоренко Марина Анцибор | 19:55,6   | 7         | не прошли | не прошли |

#### Лыжное двоеборье
| Соревнование        | Спортсмены      | Прыжки с трамплина | Прыжки с трамплина | Лыжная гонка | Лыжная гонка | Место |
| Соревнование        | Спортсмены      | Результат          | Место              | Гандикап     | Результат    | Место |
| ------------------- | --------------- | ------------------ | ------------------ | ------------ | ------------ | ----- |
| Нормальный трамплин | Владимир Трачук | 89,0               | 45                 | +3:06        | 26:18,4      | 41    |
| Большой трамплин    | Владимир Трачук | 68,8               | 43                 | +3:53        | 26:25,2      | 42    |

#### Прыжки на лыжах с трамплина
| Соревнование        | Спортсмены          | Квалификация | Квалификация | Финал     | Финал     | Финал     | Финал     | Финал     | Финал     |
| Соревнование        | Спортсмены          | Результат    | Место        | 1 прыжок  | 1 прыжок  | 2 прыжок  | 2 прыжок  | Всего     | Место     |
| Соревнование        | Спортсмены          | Результат    | Место        | Результат | Место     | Результат | Место     | Всего     | Место     |
| ------------------- | ------------------- | ------------ | ------------ | --------- | --------- | --------- | --------- | --------- | --------- |
| Нормальный трамплин | Виталий Шумбарец    | 112,0        | 37           | 104,5     | 45        | не прошёл | не прошёл | 104,5     | 45        |
| Нормальный трамплин | Владимир Бощук      | 120,5        | 23           | 91,5      | 50        | не прошёл | не прошёл | 91,5      | 50        |
| Нормальный трамплин | Александр Лазарович | 100,0        | 48           | не прошёл | не прошёл | не прошёл | не прошёл | не прошёл | не прошёл |
| Большой трамплин    | Александр Лазарович | 94,2         | 43           | не прошёл | не прошёл | не прошёл | не прошёл | не прошёл | не прошёл |
| Большой трамплин    | Владимир Бощук      | 81,1         | 47           | не прошёл | не прошёл | не прошёл | не прошёл | не прошёл | не прошёл |
| Большой трамплин    | Виталий Шумбарец    | 65,6         | 50           | не прошёл | не прошёл | не прошёл | не прошёл | не прошёл | не прошёл |

#### Сноуборд
Параллельный гигантский слалом
| Соревнование | Спортсмены      | Квалификация | Квалификация | Квалификация | Квалификация | 1/8 финала                            | Четвертьфинал      | Полуфинал          | Финал              | Место |
| Соревнование | Спортсмены      | 1 спуск      | 2 спуск      | Всего        | Место        | Соперник Результат                    | Соперник Результат | Соперник Результат | Соперник Результат | Место |
| ------------ | --------------- | ------------ | ------------ | ------------ | ------------ | ------------------------------------- | ------------------ | ------------------ | ------------------ | ----- |
| Мужчины      | Иосиф Пеняк     | 40,83        | 40,18        | 1:21,01      | 22           | не прошёл                             | не прошёл          | не прошёл          | не прошёл          | 22    |
| Женщины      | Аннамари Чундак | 42,46        | 42,98        | 1:25,44      | 16           | Марион Крайнер (AUT) проиграла; +2,29 | не прошла          | не прошла          | не прошла          | 16    |

#### Фристайл
Акробатика
| Соревнование | Спортсмены          | Квалификация | Квалификация | Квалификация | Квалификация | Финал     | Финал     | Финал     | Финал     |
| Соревнование | Спортсмены          | 1 прыжок     | 2 прыжок     | Сумма        | Место        | 1 прыжок  | 2 прыжок  | Сумма     | Место     |
| ------------ | ------------------- | ------------ | ------------ | ------------ | ------------ | --------- | --------- | --------- | --------- |
| Мужчины      | Станислав Кравчук   | 90,93        | 106,46       | 197,39       | 19           | не прошёл | не прошёл | не прошёл | не прошёл |
| Мужчины      | Энвер Аблаев        | 88,08        | 101,33       | 189,41       | 22           | не прошёл | не прошёл | не прошёл | не прошёл |
| Мужчины      | Александр Абраменко | 80,53        | 82,03        | 162,56       | 24           | не прошёл | не прошёл | не прошёл | не прошёл |
| Женщины      | Надя Диденко        | 87,77        | 73,49        | 161,26       | 13           | не прошла | не прошла | не прошла | не прошла |
| Женщины      | Ольга Волкова       | 82,53        | 78,25        | 160,78       | 14           | не прошла | не прошла | не прошла | не прошла |
| Женщины      | Ольга Полюк         | 60,37        | 55,36        | 115,73       | 20           | не прошла | не прошла | не прошла | не прошла |

### Санный спорт
Мужчины
| Соревнование | Спортсмены                   | 1 заезд   | 1 заезд | 2 заезд   | 2 заезд | Итоговый результат | Итоговое место |
| Соревнование | Спортсмены                   | Результат | Место   | Результат | Место   | Итоговый результат | Итоговое место |
| ------------ | ---------------------------- | --------- | ------- | --------- | ------- | ------------------ | -------------- |
| Двойки       | Андрей Кись Юрий Гайдук      | 42,219    | 17      | 42,136    | 15      | 1:24,355           | 16             |
| Двойки       | Тарас Сенькив Роман Захаркив | 42,767    | 19      | 42,595    | 20      | 1:25,362           | 19             |

Женщины
| Соревнование | Спортсмены       | 1 заезд   | 1 заезд | 2 заезд   | 2 заезд | 3 заезд   | 3 заезд | 4 заезд   | 4 заезд | Итоговый результат | Итоговое место |
| Соревнование | Спортсмены       | Результат | Место   | Результат | Место   | Результат | Место   | Результат | Место   | Итоговый результат | Итоговое место |
| ------------ | ---------------- | --------- | ------- | --------- | ------- | --------- | ------- | --------- | ------- | ------------------ | -------------- |
| Одиночки     | Наталья Якушенко | 42,119    | 16      | 41,809    | 9       | 42,132    | 11      | 42,026    | 10      | 2:48,086           | 11             |
| Одиночки     | Лилия Лудан      | 42,312    | 19      | 42,302    | 22      | 42,477    | 17      | 42,364    | 19      | 2:49,455           | 19             |

### Фигурное катание
| Соревнование              | Спортсмены                            | Обязательный танец | Обязательный танец | Короткая программа/ оригинальный танец | Короткая программа/ оригинальный танец | Произвольная программа/ произвольный танец | Произвольная программа/ произвольный танец | Всего     | Всего |
| Соревнование              | Спортсмены                            | Результат          | Место              | Результат                              | Место                                  | Результат                                  | Место                                      | Результат | Место |
| ------------------------- | ------------------------------------- | ------------------ | ------------------ | -------------------------------------- | -------------------------------------- | ------------------------------------------ | ------------------------------------------ | --------- | ----- |
| Мужское одиночное катание | Антон Ковалевский                     |                    |                    | 63,81                                  | 21                                     | 102,09                                     | 24                                         | 165,90    | 24'   |
| Парное катание            | Татьяна Волосожар / Станислав Морозов |                    |                    | 62,14                                  | 9                                      | 119,64                                     | 8                                          | 181,78    | 8     |
| Парное катание            | Екатерина Костенко / Роман Талан      |                    |                    | 39,54                                  | 19                                     | 81,44                                      | 20                                         | 120,98    | 20    |
| Танцы на льду             | Анна Задорожнюк / Сергей Вербилло     | 33,87              | 11                 | 50,02                                  | 16                                     | 79,26                                      | 17                                         | 163,15    | 16    |